# Béka (Burkina Faso)
Pour les articles homonymes, voir Béka.
Ne doit pas être confondu avec Béka-Zourma.
Béka est une localité située dans le département de Zabré de la province du Boulgou dans la région Centre-Est au Burkina Faso.

## Démographie
| 2003  | 2006  | 2012 |
| ----- | ----- | ---- |
| 3 579 | 3 417 | -    |

En 2006, sur les 3 417 habitants du village – regroupés en 523 ménages – 56,6 % étaient des femmes, près 52,6 % avaient moins de 14 ans, 42,6 % entre 15 et 64 ans et environ 4,3 % plus de 65 ans.

## Santé et éducation
Béka accueille un centre de santé et de promotion sociale (CSPS) tandis que le centre médical avec antenne chirurgicale (CMA) se trouve à Zabré.
Le village possède une école primaire publique.